# 화춘
"화춘"은 1989년에 개봉한 대한민국의 영화이다.

## 캐스팅
- 최미선
- 한진희
- 김세윤
- 강정아
- 이재희
- 한영수
- 이해룡
- 황춘수
- 이석구
- 이난희
- 민복기